# Sibolangit (Sibolangit)
Sibolangit is een bestuurslaag in het regentschap Deli Serdang van de provincie Noord-Sumatra, Indonesië. Sibolangit telt 774 inwoners (volkstelling 2010).